# Burmannia micropetala
Burmannia micropetala là một loài thực vật có hoa trong họ Burmanniaceae. Loài này được Ridl. mô tả khoa học đầu tiên năm 1916.